# Aquafina
Aquafina è un marchio di prodotti a base di acqua purificata in bottiglia prodotti da PepsiCo, comprendenti sia acqua liscia che aromatizzata. Il marchio Aquafina è anche concesso in licenza per l'uso su più prodotti per la cura della pelle, tra cui balsamo per le labbra e crema antirughe. È stato distribuito per la prima volta a Wichita, Kansas nel 1994, prima di diventare più ampiamente venduto negli Stati Uniti, Canada, Spagna, Perù (chiamato "San Carlos"), Libano, Turchia, paesi del CCG, Iran, Egitto, Marocco, Vietnam, Pakistan e India per competere con Dasani di Coca-Cola Company e Deja Blue di Dr. Pepper Group. A partire dal 2009, Aquafina rappresenta il 13,4 percento delle vendite di acqua in bottiglia negli Stati Uniti, rendendolo il marchio numero uno di acqua in bottiglia misurato dalle vendite al dettaglio.

## Varianti di prodotto
Aquafina Pure Water, il principale prodotto non aromatizzato prodotto con il marchio Aquafina, è derivato da fonti di acqua di rubinetto comunali locali e passa attraverso un processo di purificazione che incorpora osmosi inversa, ultravioletti e sterilizzazione con ozono. A partire dal 27 luglio 2007, a ciascuna bottiglia di Aquafina è stato aggiunto un disclaimer, in cui si afferma che l'acqua proviene da una "fonte pubblica". In Canada, gli attuali 1,5 litri (51 US fl oz) bottiglia di acqua visualizza "Demineralized Treated Water" (Acqua trattata demineralizzata). In risposta alle preoccupazioni tra i sostenitori dell'ambiente, che hanno sollevato dubbi sulla divulgazione delle fonti d'acqua, una portavoce della PepsiCo ha dichiarato: "se questo aiuta a chiarire il fatto che l'acqua proviene da fonti pubbliche, allora è una cosa ragionevole da fare".
Anche le varianti aromatizzate sono prodotte con il marchio Aquafina, tutte etichettate come senza calorie e senza carboidrati. Aquafina FlavorSplash, introdotta per la prima volta nel 2005, è una linea di prodotti a base di acqua aromatizzata non gassata e addolcita artificialmente con sucralosio . A partire dal 2011, è prodotto in sei gusti: uva, kiwi fragola, frutti di bosco, lampone, limone e mango pesca. Aquafina Sparkling è una linea gassata di acqua aromatizzata; tuttavia la sua produzione è stata interrotta negli Stati Uniti alla fine del 2010.  Altri prodotti precedenti includevano Aquafina Alive (una bevanda a base di acqua a basso contenuto calorico e arricchita di vitamine introdotta nel 2007 e interrotta nel 2009) e Aquafina plus + (un'acqua aromatizzata a basso contenuto calorico etichettata come integratore vitaminico) - entrambi i quali sono stati interrotti in gli Stati Uniti Nel 2011, le linee "Sparkling" e "plus +" erano ancora in produzione in altri mercati come il Canada.

## Sponsorizzazione
La promozione del marchio Aquafina, fin quasi dalla sua nascita, è stata coinvolta in sponsorizzazioni sportive. A partire dal 2011, è elencato come sponsor ufficiale della Major League Soccer, della Professional Golf Association, degli Arizona Diamondbacks, dei Carolina Panthers e dei New York Giants. La confezione afferma inoltre che si tratta dell' "acqua ufficiale della Major League Baseball", come avviene dall'inizio della stagione 2008 della MLB. In NASCAR, è uno sponsor per Hendrick Motorsports e Kasey Kahne.

## Nella cultura di massa
Radical, un SoundCloud rapper italiano, cita frequentemente nei suoi testi l’acqua "Aquafina" facendosi chiamare “giovane aquafina”.

## Contenzioso
Charles Joyce e James Voigt hanno vinto una sentenza di 1,26 miliardi di dollari contro PepsiCo dopo aver affermato che la società aveva creato Aquafina rubando la loro idea di vendere acqua in bottiglia purificata. Questa sentenza è stata annullata il 6 novembre 2009, quando si è scoperto che PepsiCo non aveva risposto alla denuncia a causa di uno smarrimento dei documenti.